# Christian Rivera
Christian Rivera Hernández (Gijón, 9 luglio 1997) è un calciatore spagnolo, centrocampista della T'orp'edo Kutaisi.

## Caratteristiche tecniche
È un centrocampista centrale.

## Carriera
Cresciuto nelle giovanili dello Sporting Gijón, nel 2014 viene ceduto al Real Oviedo. Fa il suo esordio il 16 maggio 2015, durante un match di Segunda División B perso 3-2 contro il Coruxo.
Nel 2016 viene ceduto all'Eibar.

## Statistiche

### Presenze e reti nei club
Statistiche aggiornate al 27 giugno 2024.
| Stagione              | Squadra               | Campionato            | Campionato | Campionato | Coppe nazionali | Coppe nazionali | Coppe nazionali | Coppe continentali | Coppe continentali | Coppe continentali | Altre coppe | Altre coppe | Altre coppe | Totale | Totale |
| Stagione              | Squadra               | Comp                  | Pres       | Reti       | Comp            | Pres            | Reti            | Comp               | Pres               | Reti               | Comp        | Pres        | Reti        | Pres   | Reti   |
| --------------------- | --------------------- | --------------------- | ---------- | ---------- | --------------- | --------------- | --------------- | ------------------ | ------------------ | ------------------ | ----------- | ----------- | ----------- | ------ | ------ |
| 2014-2015             | Real Oviedo           | SDB                   | 3          | 0          | -               | -               | -               | -                  | -                  | -                  | -           | -           | -           | 3      | 0      |
| 2015-2016             | Real Oviedo           | SD                    | 12         | 1          | CR              | 1               | 0               | -                  | -                  | -                  | -           | -           | -           | 13     | 1      |
| Totale Real Oviedo    | Totale Real Oviedo    | Totale Real Oviedo    | 15         | 1          |                 | 1               | 0               |                    | -                  | -                  |             | -           | -           | 16     | 1      |
| 2016-2017             | Eibar                 | PD                    | 17         | 0          | CR              | 5               | 0               | -                  | -                  | -                  | -           | -           | -           | 22     | 0      |
| 2017-gen. 2018        | Eibar                 | PD                    | 7          | 0          | CR              | 1               | 0               | -                  | -                  | -                  | -           | -           | -           | 8      | 0      |
| Totale Eibar          | Totale Eibar          | Totale Eibar          | 24         | 0          |                 | 6               | 0               |                    | -                  | -                  |             | -           | -           | 30     | 0      |
| gen.-giu. 2018        | Barcellona B          | SD                    | 18         | 0          | CR              | 0               | 0               | -                  | -                  | -                  | -           | -           | -           | 18     | 0      |
| 2018-gen. 2019        | Las Palmas            | SD                    | 3          | 0          | CR              | 1               | 0               | -                  | -                  | -                  | -           | -           | -           | 4      | 0      |
| gen.-giu. 2019        | Huesca                | PD                    | 22         | 2          | CR              | 1               | 0               | -                  | -                  | -                  | -           | -           | -           | 23     | 2      |
| 2019-gen. 2020        | Leganés               | PD                    | 5          | 0          | CR              | 2               | 0               | -                  | -                  | -                  | -           | -           | -           | 7      | 0      |
| gen.-giu. 2020        | Girona                | SD                    | 8          | 0          | CR              | 0               | 0               | -                  | -                  | -                  | -           | -           | -           | 8      | 0      |
| 2020-2021             | Las Palmas            | SD                    | 6          | 0          | CR              | 1               | 0               | -                  | -                  | -                  | -           | -           | -           | 7      | 0      |
| Totale Las Palmas     | Totale Las Palmas     | Totale Las Palmas     | 9          | 0          |                 | 2               | 0               |                    | -                  | -                  |             | -           | -           | 11     | 0      |
| 2021-2022             | Sporting Gijón        | SD                    | 21         | 1          | CR              | 4               | 0               | -                  | -                  | -                  | -           | -           | -           | 25     | 1      |
| 2022-2023             | Sporting Gijón        | SD                    | 24         | 0          | CR              | 2               | 1               | -                  | -                  | -                  | -           | -           | -           | 26     | 1      |
| 2023-2024             | Sporting Gijón        | SD                    | 28+2       | 0          | CR              | 1               | 0               | -                  | -                  | -                  | -           | -           | -           | 31     | 0      |
| Totale Sporting Gijón | Totale Sporting Gijón | Totale Sporting Gijón | 75         | 1          |                 | 7               | 1               |                    | -                  | -                  |             | -           | -           | 82     | 2      |
| Totale carriera       | Totale carriera       | Totale carriera       | 176        | 4          |                 | 19              | 1               |                    | -                  | -                  |             | -           | -           | 195    | 5      |

## Palmarès
- Segunda División B: 1

Real Oviedo: 2014-2015 (Gruppo 1)